# ミカヅキグサ属
ミカヅキグサ属（ミカヅキグサぞく、学名: Rhynchospora）は、単子葉類カヤツリグサ科の一属。イヌノハナヒゲ属とする場合もある。

## 特徴
多年草で、細長い根出葉を持つ草である。花茎は枝分かれせず、いくつかの節と葉を持つ。花序は先端に一個、又は途中の葉腋にも生じ、散房状、束状、あるいは集まって頭状になる。
小穂は披針形で3-6個の小花を含む。個々の花は両性花で、数個の雄蘂と一個の雌蘂、それに花被に由来する針状突起を数本含む。雌蘂の花柱は先端で二裂するか、あるいは分かれず、基部は幅広くなって嘴状になり、果実の先端に残る。

## 類似の植物
全体の姿としては根出葉を出し、披針形の小穂に両性花を数個含む点などは、ノグサ属やヒトモトススキ属などとも似ているが、花柱の構造などが異なる。小花の構造ではハリイ属も似ている。

## 分類
世界に100種以上があり、熱帯から温帯に分布、その中心は熱帯アメリカである。日本では以下のような種が知られている。多くは暖かい地方の湿地に生育するが、ミカヅキグサはむしろ北方系要素で、寒地の高層湿原に生える。小穂が褐色に色づくものが多いが、ミカヅキグサは白っぽく、この点でも異なる。

### 日本に自生する種
- イガクサ （Rhynchospora rubra）
- イトイヌノハナヒゲ（Rhynchospora faberi）
- イヌノハナヒゲ （Rhynchospora rugosa）
- オオイヌノハナヒゲ（Rhynchospora faurie）
- コイヌノハナヒゲ（Rhynchospora fujiiana）
- トラノハナヒゲ （Rhynchospora yasudana）
- ミカヅキグサ （Rhynchospora alba）
- ミクリガヤ （Rhynchospora malasica）
- ミヤマイヌノハナヒゲ（Rhynchospora yasudana）
- ヤエヤマアブラガヤ（Rhynchospora corymbosa）

### 外来原産であるが日本で栽培される種
- シラサギカヤツリ（Rhynchospora colorata）